# Сімко (графство)
Сімко (англ. Simcoe County) — графство у провінції Онтаріо, Канада. Графство є переписним районом та адміністративною одиницею провінції і розташоване в середні частини Південного Онтаріо.
Межами графства на сході є озеро Сімко і затока Джорджен-Бей на заході. Сімко є частиною регіону Велика Золота підкова, найгустонаселеніше і промислово розвинене місто регіону — Торонто.

## Адміністративний поділ
Графство Сімко має у своєму складі 16 місцевих муніципалітетів:
- Містечко Бредфорд-Вест-Ґвіллімбері (англ. Bradford West Gwillimbury)
- Містечко Колінвуд (англ. Collingwood)
- Містечко Іннісфіл (англ. Innisfil)
- Містечко Мідленд (англ. Midland)
- Містечко Нью-Текамсі (англ. New Tecumseth)
- Містечко Пенетанґвішені (англ. Penetanguisheney)
- Містечко Восаґа-Біч (англ. Wasaga Beach)
- Містечко Аджала-Тосоронтіо» (англ. Adjala–Tosorontio)
- Містечко Клірв'ю (англ. Clearview)
- Містечко Есса (англ. Essa)
- Містечко Оро-Медонте (англ. Medonte)
- Містечко Рамара (англ. Ramara)
- Містечко Северн (англ. Severn)
- Містечко Спрінґвотер (англ. Springwater)
- Містечко Тей (англ. Tay)
- Містечко Тайні (англ. Tiny)

Резервації індіанців:
- Християнський острів 30 (англ. Christian Island 30)
- Християнський острів 30A (англ. Christian Island 30A)
- Мнжіканінг Перша Нація 32 (англ. Mnjikaning First Nation 32)

Міста Беррі і Орілья знаходяться на терені графства Сімко, проте відокремлені його адміністрації.